# Estación Emilio R. Coni
Emilio R. Coni es una estación de ferrocarril ubicada en la localidad del mismo nombre del Departamento Curuzú Cuatiá en la Provincia de Corrientes, República Argentina. 

## Servicios
Se encuentra precedida por la Estación Colodrero y le sigue Estación Cazadores Correntinos.